# Geodena candida
Geodena candida là một loài bướm đêm trong họ Geometridae.